# Spécifisme
Especifismo ou spécifisme ou organisation spécifique anarchiste est une des formes d'activisme libertaire (avec, entre autres, l'insertion sociale (en), par le syndicalisme révolutionnaire notamment).
C'est une structure organisationnelle qui regroupe fédéralement des anarchistes sur des bases communes. À ne pas confondre avec un parti politique ou un syndicat.

## Histoire
Initié en Espagne par la Fédération anarchiste ibérique dans ses relations avec la Confédération nationale du travail à la fin des années 1920, le concept est repris et développé la Fédération anarchiste de Rio de Janeiro et d'autres organisations anarchistes d'Amérique du Sud.
Le spécifisme ré-émerge dans le cadre d'expériences anarchistes menées en Amérique du Sud au cours de la seconde moitié du XXe siècle à partir de la fondation de la Fédération anarchiste uruguayenne en 1956.
Le spécifisme se définit comme suit :
- le besoin d'une organisation spécifiquement anarchiste construite autour d'une communauté d'idées et de pratiques ;
- le recours à cette organisation pour théoriser et développer une stratégie politique ;
- la création et l'engagement dans des mouvements sociaux autonomes et populaires par l'insertion sociale.

Parmi les autres organisations qui se réfèrent au spécifisme, on trouve la Federação Anarquista Gaúcha (en) (FAG), la Federação Anarquista Cabocla (FACA), la Federação Anarquista do Rio de Janeiro (FARJ), la Columna Libertaria Joaquin Penina (Joaquin Penina) Libertarian Column) de Rosario en Argentine, la Columna Libertaria Errico Malatesta de Buenos Aires, et Red Libertaria de Buenos Aires (RLBA). Le Zabalaza Anarchist Communist Front d'Afrique du Sud se réfère également du spécifisme.
On considère que le spécifisme est proche du plateformisme, qui se revendique pour sa part de Mikhaïl Bakounine, Errico Malatesta et Nestor Makhno.